# Oecumenisch Instituut voor Kerk en Ontwikkelingssamenwerking
Het Oecumenisch Instituut voor Kerk en Ontwikkelingssamenwerking (Oikos) was tot begin 2018 een oecumenisch instituut dat zich bezig hield met ontwikkelingssamenwerking. De stichting was een voortzetting van twee andere stichtingen, Osaci (Oecumenisch Studie- en Actiecentrum voor Investeringen, 1975) en Ikvos (Interkerkelijk Vormingswerk Ontwikkelingssamenwerking, 1972).
De stichting richtte zich, net als de voorgangers, binnen de kerken op mondiale vraagstukken. Vanuit het besef dat Nederland een rol diende te spelen bij het oplossen van vraagstukken in de Derde Wereld, verzamelde Oikos kennis hierover, bijvoorbeeld over het beleggingsbeleid van Shell en verstrekte deze kennis aan kerkgangers, kerkelijke actiegroepen, ordes en congregaties. Het werk van Oikos leidde ook tot aanpassingen van het beleid. Zo stimuleerde de stichting het gebruik van 'eerlijke koffie' en een ethisch beleggingsbeleid van de congregaties. De laatste jaren richtte Oikos zich op onder meer de mondiale schuldenproblematiek, de internationale belastingontduiking en de klimaatproblematiek. Ook de activiteiten veranderden. Zo manifesteerde Oikos zich op jongerenfestivals en organiseerde de stichting rond de klimaattop in Parijs samen met kerken zogenaamde klimaatwandelingen.
Financiële steun ontving Oikos van kerken en de rijksoverheid, via de Nationale Commissie Ontwikkelingsstrategie onder leiding van prins Claus en later via de NCDO, maar beide geldstromen waren uiteindelijk niet toereikend of droogden geleidelijk op.
De laatste Oikos-directeur was de landbouwwetenschapper David Renkema (1956). 

## Bron
- Nauta, Hans, "Oikos niet langer de horzel van multinationals", Trouw, 15 maart 2018.